# Kaba (lớp tàu khu trục)
Lớp tàu khu trục Kaba (tiếng Nhật: 樺型駆逐艦 - Kabagata kuchikukan) là một lớp bao gồm mười tàu khu trục hạng nhì của Hải quân Đế quốc Nhật Bản được chế tạo vào giai đoạn đầu của cuộc Chiến tranh Thế giới thứ nhất. Mỗi chiếc được đặt tên theo các loại cây. Chúng đã phục vụ tại Ấn Độ Dương và Địa Trung Hải trong Chiến tranh Thế giới thứ nhất, đều sống sót qua cuộc chiến này và tiếp tục phục vụ trước khi được cho nghỉ hưu vào năm 1932.

## Bối cảnh
Vào lúc nổ ra cuộc Chiến tranh Thế giới thứ nhất, Hải quân Đế quốc Nhật Bản chỉ có tổng cộng hai chiếc tàu khu trục hiện đại Sakura và Tachibana thuộc lớp Sakura có thể bố trí để hoạt động ở nước ngoài. Rõ ràng là lực lượng này không cho phép Nhật Bản đáp ứng đầy đủ những nghĩa vụ đòi hỏi trong thỏa thuận Liên minh Anh-Nhật, nên Chính phủ Nhật Bản thông qua một Ngân sách Phát triển Hải quân Khẩn cấp trong năm tài chính 1914 cho phép đóng thêm mười tàu khu trục mới. Vì sự cần thiết của tiến độ chế tạo, đơn đặt hàng được đưa ra cho cả các xưởng đóng tàu của chính phủ lẫn của tư nhân, tương tự như trường hợp chế tạo lớp Kamikaze trong giai đoạn của cuộc Chiến tranh Nga-Nhật.
Có thêm mười hai chiếc khác được chế tạo tại cùng các xưởng tàu này theo một đơn đặt hàng của Hải quân Pháp, khi lớp này được gọi là lớp Tribal hay lớp Arabe; và chúng được đặt tên: Algérien, Annamite, Arabe, Bambara, Hova, Kabyle, Marocain, Sakalave, Sénégalais, Somali, Tonkinois và Touareg. Chúng là những tàu khu trục tiên tiến nhất do Pháp sở hữu trong Thế Chiến I.

## Thiết kế
Mười chiếc trong lớp Kaba được chế tạo đồng thời tại tám xưởng đóng tàu trên khắp nước Nhật; và vì không có thời gian để thiết kế một kiểu tàu mới, bản vẽ của lớp Sakura trước đó được phân phối đến các xưởng tàu, với chỉ thị rằng hệ thống động lực của chúng sẽ là loại động cơ hơi nước ba buồng bành trướng đặt dọc đốt than thông thường, chứ không phải là động cơ turbine hơi nước.
Vũ khí được trang bị tương tự như của lớp Sakura, với một khẩu hải pháo QF 119 mm (4,7 inch) Mk I – IV bố trí trên sàn tàu phía trước cầu tàu, và bốn khẩu hải pháo QF 12 pounder (76 mm/3 inch), một khẩu mỗi bên mạn tàu và hai khẩu phía đuôi tàu, cùng với hai cặp ống phóng ngư lôi 533 mm.

## Lịch sử hoạt động
Xét đến tiến độ chế tạo và trong thực tế có đến tám xưởng đóng tàu khác nhau tham gia vào việc chế tạo, quả là một kỳ tích của ngành đóng tàu Nhật Bản khi tất cả mười con tàu được đóng đều đồng nhất về kiểu dáng và khả năng, và đã thể hiện sự tin cậy khi được bố trí hoạt động ở nước ngoài, trong các hoạt động tác chiến tại Ấn Độ Dương và tại Địa Trung Hải trong Chiến tranh Thế giới thứ nhất. Việc bố trí này được bắt đầu với việc Chuẩn Đô đốc Kozo Sato đi đến Malta vào giữa tháng 4 năm 1917 cùng với soái hạm của mình là tàu tuần dương Akashi và tám tàu khu trục thuộc lớp Kaba. Trên danh nghĩa Hạm đội Nhật Bản là độc lập, nhưng thực hiện các hoạt động dưới sự chỉ đạo của Bộ chỉ huy Hải quân Hoàng gia Anh tại Malta, chủ yếu là các nhiệm vụ hộ tống cho các đoàn tàu vận tải và vận chuyển binh lính, cũng như các hoạt động chống tàu ngầm. Sakaki bị hư hại bởi tàu ngầm U-boat Áo-Hung U-27 vào ngày 11 tháng 6 năm 1917 ngoài khơi đảo Crete với tổn thất 68 trong tổng số 92 thành viên thủy thủ đoàn. Nó được trục vớt và được sửa chữa sau đó.
Cả mười con tàu đều sống sót qua cuộc chiến, và được cho nghỉ hưu vào ngày 1 tháng 4 năm 1932.

## Những chiếc trong lớp
| Tàu           | Đặt lườn             | Hạ thủy             | Hoạt động           | Số phận                     |
| Kaba (樺)     | 1 tháng 12 năm 1914  | 6 tháng 2 năm 1915  | 5 tháng 3 năm 1915  | Nghỉ hưu 1 tháng 4 năm 1932 |
| Kashiwa (柏)  | 3 tháng 11 năm 1914  | 14 tháng 2 năm 1915 | 4 tháng 4 năm 1915  | Nghỉ hưu 1 tháng 4 năm 1932 |
| Sakaki (榊)   | 5 tháng 11 năm 1914  | 15 tháng 2 năm 1915 | 26 tháng 3 năm 1915 | Nghỉ hưu 1 tháng 4 năm 1932 |
| Sugi (杉)     | 24 tháng 11 năm 1914 | 16 tháng 2 năm 1915 | 7 tháng 4 năm 1915  | Nghỉ hưu 1 tháng 4 năm 1932 |
| Kaede (楓)    | 25 tháng 10 năm 1914 | 20 tháng 2 năm 1915 | 25 tháng 3 năm 1915 | Nghỉ hưu 1 tháng 4 năm 1932 |
| Ume (梅)      | 10 tháng 11 năm 1914 | 27 tháng 2 năm 1915 | 31 tháng 3 năm 1915 | Nghỉ hưu 1 tháng 4 năm 1932 |
| Kiri (桐)     | 24 tháng 11 năm 1914 | 28 tháng 2 năm 1915 | 22 tháng 4 năm 1915 | Nghỉ hưu 1 tháng 4 năm 1932 |
| Katsura       |                      | 4 tháng 3 năm 1915  | 31 tháng 3 năm 1915 | Nghỉ hưu 1 tháng 4 năm 1932 |
| Kusunoki (楠) | 10 tháng 11 năm 1914 | 5 tháng 3 năm 1915  | 31 tháng 3 năm 1915 | Nghỉ hưu 1 tháng 4 năm 1932 |
| Matsu (松)    | 3 tháng 11 năm 1914  | 5 tháng 3 năm 1915  | 6 tháng 4 năm 1915  | Nghỉ hưu 1 tháng 4 năm 1932 |